# Dansgaard-Oeschger-Ereignis

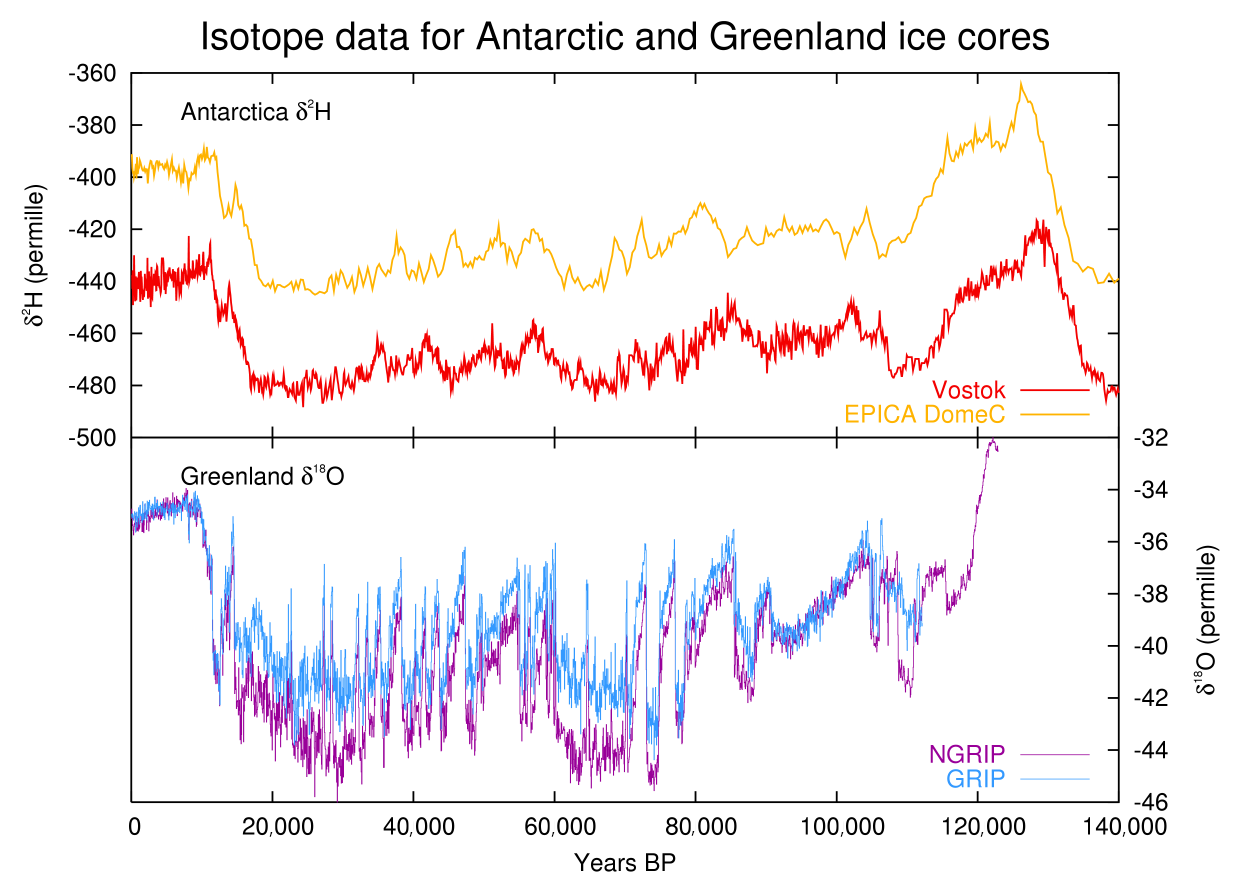
Klimaproxy: In vier Eisbohrkernen der letzten 140.000 Jahre zeigen sich Dansgaard-Oeschger-Ereignisse auf der Nord-, aber nicht der Südhalbkugel.

Dansgaard-Oeschger-Ereignisse (kurz: DO-Ereignisse) sind abrupte Klimaschwankungen während der letzten Kaltzeit, die zuerst in Eisbohrkernen aus dem Grönländischen Eisschild identifiziert wurden. In der nördlichen Hemisphäre, vor allem auf Grönland und im Nordatlantikraum, stellen sie sich als Temperaturspitzen dar: als rapide Erwärmung, gefolgt von einer langsameren Abkühlung. Insgesamt 25 solcher Ereignisse zwischen 115.000 und 14.000 BP wurden gefunden. Dansgaard-Oeschger-Ereignisse sind nach Willi Dansgaard und Hans Oeschger benannt.
Die rasche Erwärmung im Norden ging mit Änderungen der Atlantischen Umwälzzirkulation einher und war mit einer Abkühlung in der Antarktis verbunden. Der Vorgang spielt sich über einen Zeitraum ab, der typischerweise auf Skalen von Jahrhunderten beschrieben wird.

## Ursachen

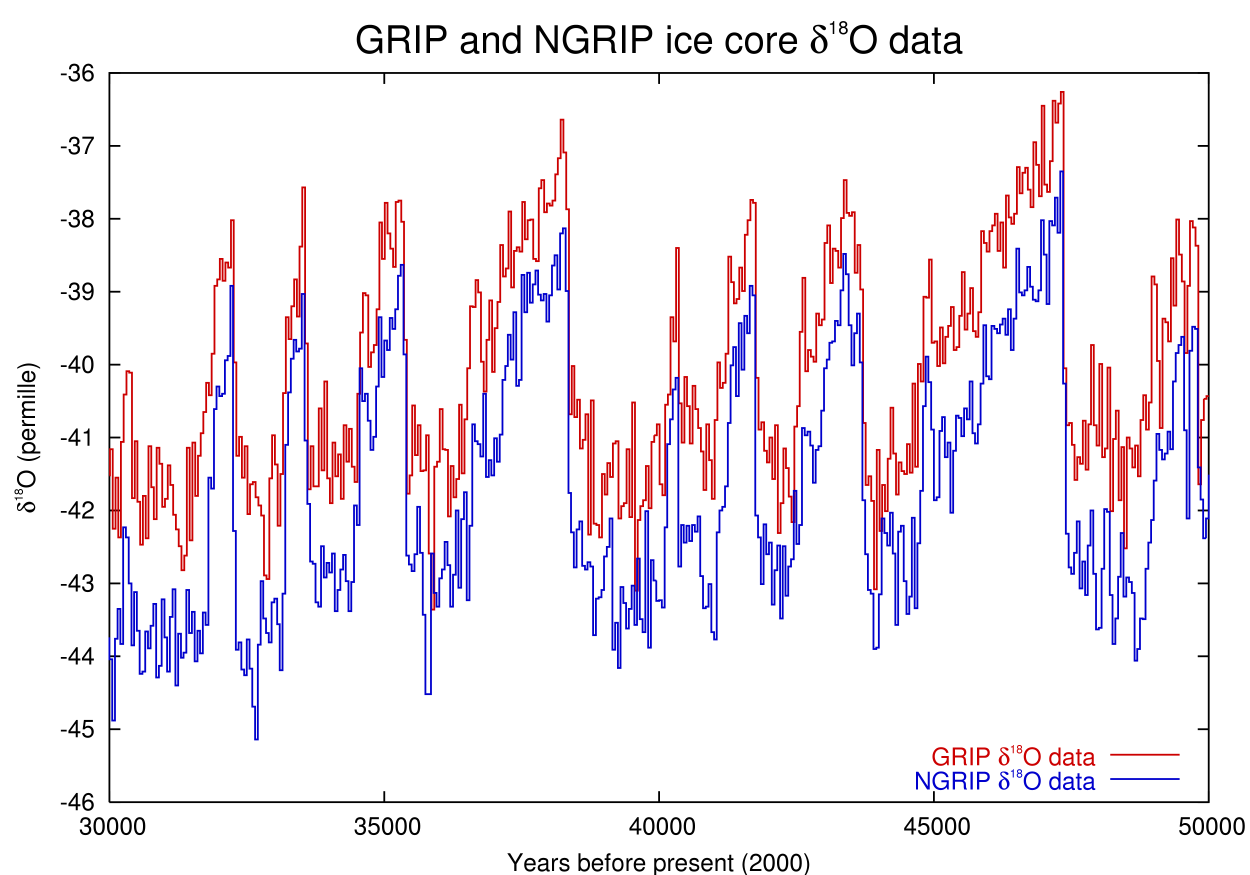
Verhältnisse von Sauerstoffisotopen in zwei Eisbohrkernen aus Grönland, Ausschnitt um 40.000 v. Chr., die Isotopenverhältnisse zeigen Temperaturspitzen auf Grönland an

Der zugrundeliegende Prozess für das Auftreten und die Amplitude des Ereignisses sind noch immer ungeklärt. Die Wirkung des Ereignisses in der südlichen Hemisphäre mit einer Abkühlung und viel kleineren Temperaturfluktuationen unterscheidet sich von jener der nördlichen Hemisphäre signifikant. Die Existenz der Dansgaard-Oeschger-Ereignisse fand daher erst nach Auswertung der grönländischen Eisbohrprojekte GRIP und Greenland Ice Sheet Project (GISP) breite Anerkennung, obwohl Hinweise auf das Phänomen bereits im Eisbohrkern, der in der Wostok-Station entnommen wurde, gefunden wurden.
Dansgaard-Oeschger-Ereignisse stehen in Beziehung zu Heinrich-Ereignissen. Heinrich-Ereignisse sind Unterbrechungen der thermohalinen Zirkulation, die eine Abkühlung in der nördlichen Hemisphäre verursachen. Ein kühleres Klima hat eine Vergrößerung der Eisflächen und damit eine höhere Albedo der Erdoberfläche zur Folge, die die Abkühlung noch verstärkt. Es gibt Hinweise darauf, dass Dansgaard-Oeschger-Ereignisse global synchronisiert auftreten.
Im Jahr 2003 identifizierte der Klimaforscher Stefan Rahmstorf einen 1470-Jahre-Zyklus, in welchem das Phänomen auftrat. Als Erklärung für die Ereignisse schlug man im Jahr 2004 Ozeanzirkulationsmodi vor. In einer Folgestudie, die 2005 durchgeführt wurde, konnte die Periodizität auf eine Überlagerung zweier bekannter Aktivitätszyklen der Sonne zurückgeführt werden. Nach 1470 Jahren ist demnach der 210er-Zyklus der Sonnenaktivität (Suess-de Vries-Zyklus) siebenmal und der 86,5er-Zyklus (Gleißberg-Zyklus) siebzehnmal abgelaufen.
Die Abweichungen von diesem Zyklus betrugen in den letzten 50.000 Jahren nach den Messungen des GISP2 etwa ±12 % (±2 % in den fünf jüngsten Ereignissen, deren Daten besonders präzise erfasst werden können). Dagegen zeigen weder ältere Teile des GISP2-Kerns noch vergleichbare Ereignisse im GRIP-Kern solche Regelmäßigkeit, was mit unterschiedlicher Zuverlässigkeit, insbesondere genaueren Schichtzählung für die ersten 50.000 Jahre des GISP2-Kerns erklärbar wäre.

## Geschichte
Die Dansgaard-Oeschger-Anomalien sind im Rückblick auch in anderen Kernen (Camp Century, DYE-3, Renland, GISP) zu finden.
Dansgaard et al. bemerkten die Existenz im GRIP-Kern als heftige Schwankungen im δ18O-Signal, die mit früheren Camp-Century-Kernen 1400 km entfernt zu korrelieren schienen. Dansgaard et al. spekulierten, dass diese mit quasistationären Moden des Systems Atmosphäre-Ozean zusammenhängen könnten.